# دانشگاه کانتیننتال
دانشگاه کانتیننتال (به اسپانیایی: Universidad Continental) یک دانشگاه در پرو است که در اوانکایو واقع شده‌است.